# Municipio de Paso Carrasco
El Municipio de Paso Carrasco  es uno de los municipios del departamento de Canelones, Uruguay. Tiene como sede a la ciudad homónima.

## Ubicación
El municipio se encuentra localizado en el extremo sur del departamento de Canelones, formando parte del Área Metropolitana de Montevideo. Limita al norte con el municipio de Nicolich; al este con el de Ciudad de la Costa; al sur con el Río de la Plata; y al oeste con el departamento de Montevideo.

## Características
El municipio fue creado por ley 18.653 del 15 de marzo de 2010, y forma parte del departamento de Canelones. Su territorio comprende al distrito electoral CMD de ese departamento.
Según la intendencia de Canelones, el municipio cuenta con una población de 22.688 habitantes, lo que representa el 4.7% de la población departamental.
Su superficie es de 24 km².
El municipio comprende las localidades y zonas de:
- Paso Carrasco
- Barra de Carrasco
- Parque Miramar
- Parque Roosevelt

## Autoridades
Las autoridades del municipio son el alcalde y cuatro concejales.
| Nº | Alcalde                | Partido          | Inicio del mandato      | Fin del mandato         | Observaciones     | Concejales                                                                        |
| -- | ---------------------- | ---------------- | ----------------------- | ----------------------- | ----------------- | --------------------------------------------------------------------------------- |
| 1  | Luis Martínez          | Frente Amplio FA | 2010                    | julio de 2015           | Alcalde elegido   |                                                                                   |
| 2  | Luis Martínez          | Frente Amplio FA | julio de 2015           | 26 de noviembre de 2020 | Alcalde reelegido | Ana Cardozo (FA) Cesar Acosta (FA) Eduardo Busollo (FA) Martiniano Mesa (PN)      |
| 3  | Verónica Beatriz Veiga | Frente Amplio FA | 26 de noviembre de 2020 | 2025                    | Alcaldesa elegida | Amivilio Pereira (FA) Alicia Breger (FA) Dalmacio Suárez (FA) Adrián Pereira (PN) |